# 皇風俊司
皇風 俊司（きみかぜ としじ、1986年9月23日 - ）は、東京都調布市出身で尾車部屋に所属していた元大相撲力士。本名は直江 俊司（なおえ としじ）。現役時代の体格は身長182cm、体重135kg。得意技は突き・押し。とっさの変化も得意としていた。最高位は西前頭13枚目（2012年5月場所）、血液型はB型。

## 来歴
調布市の木工店に生まれ、小学4年次にわんぱく相撲調布場所で優勝したことをきっかけに府中住吉相撲道場で本格的に相撲を始める。この時指導したのは元幕内・境澤にも指導をしたことのある布施美樹。明治大学付属中野高校3年次に国体予選にて個人優勝、団体優勝を果たす。その後は早稲田大学に進学、2年次に東日本学生相撲選手権大会で団体3位となる。
その後左肩を痛めて3年秋に相撲部を退部し就職活動をしていたが、相撲への未練が断ち切れず尾車部屋に入門。部屋選びを行っていた際に同大学のスポーツ科学部教授のリー・トンプソンから「尾車部屋が合っている」と助言を受けたとも伝わる。早稲田大学出身としては山口以来70年ぶり、史上3人目となる力士となり、2009年1月場所に初土俵を踏む。余談だが入門後にわずか1単位の不足に泣く形で大学を留年しており、卒業は半年遅れの2009年9月となった。
2011年7月場所、西幕下5枚目で全勝して幕下優勝をしたため、翌9月場所で早稲田大学出身としては、1933年1月場所の元関脇・笠置山以来78年ぶり、史上2人目の関取昇進が決定。それまで本名でとっていた四股名を皇風と改める。尾車親方の「“王”の上に白星を重ねてほしい」との願いで「皇」の字が付けられた。なお、関取昇進に際して水木しげるから『ゲゲゲの鬼太郎』が描かれた化粧廻しが贈呈されるという話があったが、調布市と水木プロダクションとの間の関係悪化から交渉が難航し、慌てた調布市側が水木の漫画家仲間に仲介を依頼し、何とか実現に漕ぎ付けられた。11月場所は初日の相撲で負傷し、2日目から初土俵以来初めての休場となった（5日目から再出場）。2012年3月場所では終盤に8連勝するなど、12勝3敗の好成績を挙げて十両優勝。翌5月場所で新入幕を果たした。しかし、新入幕となった5月場所を途中休場するとその後も怪我に泣かされ、同年11月場所では幕下に陥落。その後は関取の地位に戻れぬまま2014年5月場所11日目に引退を届け出た。引退会見では「入門したときは早稲田大学出身ということで話題が先行したので、力をつけられるように頑張った。十両に上がれた時が一番うれしかった」と現役生活を振り返っていた。断髪式は同年6月22日に調布市内で行われ、師匠の尾車ら約230人が鋏を入れた。同日、1歳年上の女性と共に婚姻届を提出し、経営コンサルタント業に従事する予定を示していたが、2015年2月12日に故郷の東京都調布市内で相撲料理店「相撲めし 皇風ノ店」を開業している。

## 主な成績

### 通算成績
- 通算成績：141勝112敗18休 勝率.557
- 幕内成績：5勝8敗2休 勝率.385
- 現役在位：32場所
- 幕内在位：1場所

### 各段優勝
- 十両優勝：1回（2012年3月場所）
- 幕下優勝：1回（2011年7月場所）

### 場所別成績
| | 一月場所 初場所（東京） | 三月場所 春場所（大阪） | 五月場所 夏場所（東京） | 七月場所 名古屋場所（愛知） | 九月場所 秋場所（東京） | 十一月場所 九州場所（福岡） |
| --- | ----------------------- | ----------------------- | ----------------------- | --------------------------- | ----------------------- | --------------------------- |
| 2009年 （平成21年） | （前相撲）              | 東序ノ口25枚目 5–2      | 西序二段90枚目 6–1      | 東序二段15枚目 6–1          | 東三段目54枚目 6–1      | 西三段目3枚目 4–3           |
| 2010年 （平成22年） | 東幕下57枚目 5–2        | 西幕下43枚目 3–4        | 西幕下51枚目 4–3        | 西幕下43枚目 4–3            | 東幕下34枚目 5–2        | 東幕下21枚目 6–1            |
| 2011年 （平成23年） | 西幕下7枚目 3–4         | 八百長問題 により中止   | 西幕下15枚目 4–3        | 西幕下5枚目 優勝 7–0        | 西十両8枚目 8–7         | 西十両6枚目 6–7–2           |
| 2012年 （平成24年） | 東十両9枚目 8–7         | 西十両7枚目 優勝 12–3   | 西前頭13枚目 5–8–2      | 西十両2枚目 2–7–6           | 西十両13枚目 3–12       | 東幕下7枚目 3–4             |
| 2013年 （平成25年） | 西幕下11枚目 2–5        | 東幕下21枚目 3–4        | 西幕下32枚目 6–1        | 西幕下13枚目 5–2            | 東幕下9枚目 3–4         | 西幕下13枚目 4–3            |
| 2014年 （平成26年） | 西幕下9枚目 2–2–3       | 東幕下22枚目 1–6        | 西幕下51枚目 引退 0–0–5 | x                           | x                       | x                           |
| 各欄の数字は、「勝ち-負け-休場」を示す。 優勝 引退 休場 十両 幕下 三賞：敢=敢闘賞、殊=殊勲賞、技=技能賞 その他：★=金星 番付階級：幕内 - 十両 - 幕下 - 三段目 - 序二段 - 序ノ口 幕内序列：横綱 - 大関 - 関脇 - 小結 - 前頭（「#数字」は各位内の序列） |                         |                         |                         |                             |                         |                             |

### 幕内対戦成績
| 力士名 | 勝数 | 負数 | 力士名 | 勝数 | 負数 | 力士名 | 勝数 | 負数 | 力士名     | 勝数 | 負数 |
| ------ | ---- | ---- | ------ | ---- | ---- | ------ | ---- | ---- | ---------- | ---- | ---- |
| 朝赤龍 | 0    | 1    | 魁聖   | 0    | 1    | 北太樹 | 1    | 0    | 佐田の富士 | 0    | 1    |
| 大道   | 1    | 0    | 宝富士 | 0    | 1    | 玉鷲   | 0    | 1    | 天鎧鵬     | 0    | 1    |
| 時天空 | 1    | 0    | 栃ノ心 | 0    | 1    | 若の里 | 1    | 0    |            |      |      |

## 改名歴
- 直江 俊司（なおえ としじ） 2009年1月場所 - 2011年7月場所
- 皇風 俊司（きみかぜ - ） 2011年9月場所 - 2014年5月場所

## 関連項目

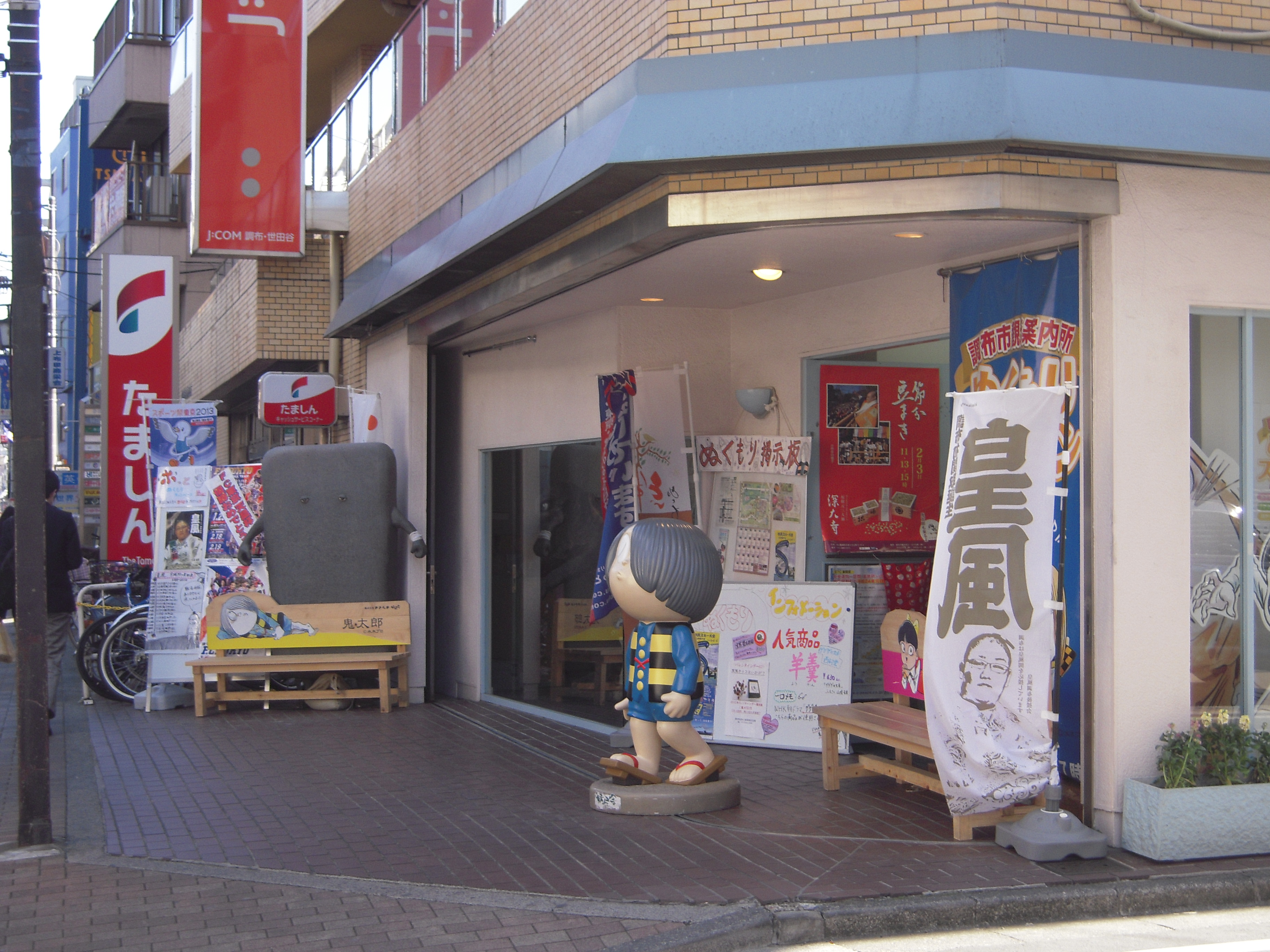
のぼり（調布市にて）